# ゆいざらす
ゆいざらす（10月29日 - ）は、日本の女性アイドル、歌手、作詞家。女性アイドルグループ・ゆるめるモ！の元メンバー。2018年4月より2019年5月まで本名のひらがな表記であるやまもと ゆい名義で活動。2021年9月から2023年10月までソロ活動と並行してグループ（鳥 very bird）を兼任。埼玉県出身。現在大学生だが留年中。愛称はざらす、ゆいちゃん、ぅぃちゃん、ざらやん、ゆいざ、ゆいざら、ざ、べんざらす、など。ファンの愛称はざらっ子。イメージカラーは黄色。

## 来歴
2013年
- 9月21日、オーディションでしふぉん、ようなぴ、あの、ちーぼうとともにゆるめるモ！3期生として加入。

2014年
- 6月9日、ゆるめるモ！を卒業することを発表[1]。
- 8月9日、ゆるめるモ！初のワンマンライブ「2014:A Space Odyssey On Liquid RooMo! 〜リキッドルーモ！号で行く、2014年宇宙の旅〜」（恵比寿LIQUIDROOM）で卒業[2]。

2018年
- 4月1日、本名の「やまもとゆい」名義でアイドル活動を再開することを発表[3]。
- 5月13日、主催イベント「でせおみにだいうんどうかい」（DESEO mini with VILLAGE VANGUARD）で復活後初ライブ。「よーいすとっぷ」「宵夢バタフライ」「かいじるし」「途中下車スーサイド」の4曲を披露。[4]。
- 7月14日、1stシングル「よーいすとっぷ」MV解禁。出演はBUTCH[5]。
- 7月25日、ソロデビューシングルとなる「よーいすとっぷ」発売。作曲はゆるめるモ！時代からタッグを組んでいたハシダカズマが担当[5]。
- 10月29日、ソロデビュー後、初となる生誕イベント「ゆいざらす14さい生誕だよ!しゅうごう!」（渋谷DESEO）を開催[6]。同時に2ndシングル「ひらがな」を会場限定で発売。
- 12月1日、いかすアイドル天国2018に出場し優勝[7]。

2019年
- 4月27日、初の韓国遠征としてソウル・GEEK LIVE HOUSEで開催された「イタフェスvol.5」に出演。
- 5月2日、5月末を持って契約満期につき所属事務所harvestを退所することが発表される。
- 5月12日、ソロ活動1周年の節目にワンマンライブ「ひらがな6もじやまもとゆい」を新宿MARZにて開催。
- 5月31日、契約満期に伴い所属事務所であるharvestを退所。
- 6月1日、Twitterで里咲りさが代表を務めるHAWHA MUSIC RECORDS（現「フローエンタテイメント」）に所属することを発表[8]。
- 6月8日、「HAWHA MUSIC RECORDS ゆいざらす はじめました。緊急会見〜♪35分のフリー期間をおえて〜」開催。会場のdues新宿は4年前の2014年6月9日にゆるめるモ！卒業を発表した「ゆいざらす記者会見」の場所。
- 6月19日、前事務所からの楽曲買取、衣装製作など活動資金を集めるため、クラウドファンディングサイト「キャンプファイヤー」にてクラウドファンディングを実施。わずか3日で目標額である100万円を達成した。
- 7月14日、Instagramをはじめる。
- 9月28～29日、台湾・台北で開催された「3D LIVE Revolution」に出演。昼夜4ステージをおこなった。
- 8月9日、HAWHA MUSIC RECORDS移籍後初となるミニワンマンライブ「とても ゆいざらす！！！～はわざらす 初ミニワンマン～」を渋谷LOFT HEAVENにて開催。同イベント内で12月18日に渋谷WWWにて移籍後初となるワンマンライブを開催することを発表した。
- 11月27日、移籍後初となるミニアルバム「ごめんなさい。恐竜は、ゆいざらすが絶滅させました。＜きいろ盤＞」と「月面サンパウロ化計画＜あか盤＞」を2枚同時発売。
- 12月18日、ワンマンライブ「Toy Box」を渋谷WWWで開催。ワンマン記念ソング「やせないで おたく」を初披露するとともに、同曲のCD-Rを会場限定で発売。

2020年
- 6月6日、HAWHA MUSIC RECORDS所属1周年記念として、ミニワンマンライブ「本現場はこちらです」を渋谷La.mamaでの開催を予定していたが、新型コロナウイルス感染拡大による影響により、同所からの有料無観客配信ライブに切り替えて開催し、新衣装を披露するとともに全17曲を歌い踊った。最前列にはファンに見立てた段ボール製の観客型の人形が7体設置され、ステージから降りて歌う際には観客人形を弄るなど、通常のライブとかわらないパフォーマンスを披露した。また翌7日には「わんまんお疲れちぇき会」を都内某所の屋上（屋外）で開催し、あらかじめ時間と人数を制限しながら、ファンとの交流をおこなった。
- 9月4日、体調不良のためしばらくの間休養すると発表された[9]。その後、11月に「順調に回復してきており」との経過がスタッフより報告される[10]。

2021年
- 3月29日、「ただいま」の第一声とともに4月25日にトークライブ「あ、元気？とりあえず生で」の開催を告知[11]。また、2019年12月以降ログインできなかったTwitterアカウントが回復し、仮アカウントから元のアカウントへ移行することが報告される[12]。
- 4月8日、元染脳ミームのおきんとんとユニット鳥 very birdの結成を発表[13]。親鳥（プロデューサー）はくぴぽのまきちゃん（服部真希）[14]で、くぴぽの妹グループ（雛鳥）と位置づけられている[15]。なお従来からのソロ活動も継続する[16]。
- 4月25日、復帰後初ライブ「あ、元気？とりあえず生で」を下北沢シェルターで開催。この日初披露した新曲「ほくいもパラダイちゅ」を含む8曲のライブとトークコーナーで構成。
- 7月24日、鳥 very birdのお披露目が8月22日に西永福JAMで開催されるくぴぽ主催「私立くぴぽ学園」でおこなわれることが発表され、新アー写も8月12日に発表した。しかしながら新型コロナの影響により当日の出演をキャンセルし、初お披露目は延期となった。
- 8月29日、復帰後初となる写真集「リハビリテーション」を発売。プロデュースは電影と少年CQを手掛ける長田左右吉、撮影はしーいえす[17]。
- 8月29日、TikTokを始める[18]。
- 9月19日、西永福JAMで開催されたくぴぽ主催「私立くぴぽ学園」に鳥 very birdが出演し、オリジナル3曲を初披露。お披露目をおこなった。
- 10月2日、同じ事務所のみしゃむーそとともに出演した東海オンエアのYouTube動画（タイトルは「【同級生】さまざまなジャンルの1993年生まれ達を見つけて救い出したいんだ！！！！」）が公開される[19]。
- 11月3日、「ゆいざらす生誕ライブ2021～ゆいざらす上限十四祭～」にて「かんπさんしゃいん」（当時の表記は「かんπサンシャイン」）初披露。

2022年
- 1月11日（深夜）、2019年にテレビ大阪で放送され、反響を呼んだドキュメンタリー番組「ノンフェイクション～ドキュメンタリーの嘘、見破れますか？～」[20]の第２弾が開始され、その第1回放送「美少女ゲーム声優の世界に生きて」に「さおりさん（仮名）」として出演[21]。監督はBiSHらが所属するWACKのドキュメンタリー映画などを手掛けた岩淵弘樹が担当した。番組MCはハライチ・岩井勇気と高橋ユウ。
- 2月12日、鳥 very bird自主企画「FIRE BIRD〜焼き鳥」にて、鳥 very birdとして初めてのEP「焼き鳥」を発売開始。
- 6月11日、「ほくいもパラダイちゅ」MV＆新衣装の制作、新曲の制作、ならびにミニアルバムのリリースを目指し、「ゆいざらすMusicVideo制作プロジェクトatCAMPFIRE」と題してクラウドファンディングを実施[22]。当日22時より開始し、わずか3時間後の翌12日午前1時には目標額の100万円を達成した[23]。7月9日23時59分に締め切ったが、最終的には支援者数88人、金額は目標額の172.9%となる1,729,505円を集め終了した[24]。
- 8月4日、下北沢カレーフェス × ゆいざらす企画ライブ「宇宙とスパイシー」で「カニチャーハン」初披露。9月11日には新曲にちなみ、都内近郊で「カニを釣りに行くオフ会」を開催した。
- 9月30日、現事務所所属後初のMVとなる、「ほくいもパラダイちゅ」MVを公開[25]。監督は平石佑馬、スタッフは撮影GENSHOW、衣装デザインあかのみやびに、衣装パターンホシナレイナ。
- 12月22日、「カニチャーハン」MVを公開[26]。撮影・照明・編集はイッチイ、衣装制作はあかのみやびに、監督制作・グラフィックデザインは里咲りさ。撮影は横浜中華街「桂宮」でおこなった。
- 12月23日、シングルCD「ほくいもパラダイちゅ／カニチャーハン」を発売。発売に合わせ12月15日から2023年2月にかけて北海道、名古屋、沖縄を含む全7か所でのリリースイベントを実施するとともに、CDジャケットを手掛けたワタナベスグルデザインによるヴィレッジバンガードとのコラボグッズ（全10種類）が発売された[27]。

2023年
- 2月11日、里咲りさ、ゆいざらす合同沖縄オフ会の会場から配信したツイキャス[28]で、2月末でフローエンタテイメントを退所（レーベル契約は2023年3月末で終了）、今後はフリーで活動することを発表した[29]。
- 3月21日、ゆいざらす独立記念ミニライブ「#フリーざらす」を4月22日に下北沢mona recordsで開催することを発表した[30]。
- 6月30日、この日より「カニチャーハン」のサブスク配信が開始された。同時に、一時ストアから消えていたミニアルバム「月面サンパウロ化計画」のサブスク配信も復活された[31]。
- 6月30日、鳥 very birdは10月8日のライブをもって解散することが公式から発表された[32]。
- 7月3日（月曜日）、京都・本能寺 塔頭 龍雲院への襖絵奉納や、超歌舞伎、早乙女太一、堂本剛、松田美由紀など様々な著名人への作画提供を行う画家・芸術家の柏原晋平(カッシー)と鳥 very birdの相方おきんとんが主に公園でひたすらに飲むだけという摩訶不思議な脱力系YouTubeチャンネル「月曜から飲むんかい」（シーズン3）のゲスト出演回（タイトルは「みんなで食べよう昆虫食！？伝説の名店中華・上海小吃でゲンゴロウに挑む！！」）が公開される[33]。
- 8月30日より、最新曲「布団の前世の女の子」「人類万歳」「日本の夏 ゆいざらすの夏」の3曲がサブスク配信開始される。なお「日本の夏 ゆいざらすの夏」（作詞・作曲・編曲は「絶対忘れるな」の志賀ラミー）は配信開始時点ではライブで披露されていないので、配信が初披露となる。
- 9月9日のライブ会場より「布団の前世の女の子」「人類万歳」「日本の夏 ゆいざらすの夏」の3曲入りCD-R発売。
- 10月8日、渋谷LOFT HEAVENでのライブ「焼き鳥と唐揚げと私」をもって、2021年4月の結成から2年半、同年9月19日の初ライブから2年間兼任していた「鳥 very bird」が解散、おきんとんとのユニットを解消した。オリジナル曲は7曲、ライブ本数は99本であった。
- 10月11日、かつてマスコットとしてゆいざらすのライブステージに数多く登場しファンに親しまれていたトリケラトプスのぬいぐるみにちなんで作成され、ゆいざらすのX(旧Twitter)アカウント更新停止中にはゆいざらす本人の暫定アカウントとしても使用されていたアカウント(@toricera_top0)が削除された。

2024年
- 1月、Threadsをはじめる。
- シンガーソングライターのyumenouragawa（ex.鈴田ねこ）が2月18日に発売した「 ❤︎ seven of heart ❤︎」に声の出演として参加[34]。
- 5月21日、ハムスターを飼い始める[35]。名前はぽてきち[36]。
- 6月15～16日、アイドルになって初の福岡遠征。
- 10月25日、ポエトリーリーディングロックソロアイドル　じゆりぴのYouTubeチャンネルにおいて、2024年5月23日に下北沢ろくでもない夜で公開収録した「ゆいざらす×じゆりぴトーク【アイデンぴぴ】」が公開開始される[37]。
- 10月25日、「ゆいざらす生誕2024 #ここだけ全員誕生日」で自身が作詞[38]した新曲「コロコロ」を初披露するとともに、あかのみやびにが手掛けた新衣装を披露した[39]。また、2025年1月5日に本格的なワンマンライブとしては2019年ぶり、フリーとなってからは初めてとなる「ゆいざらす濃厚ワンマンライブ 〜絶品ゆいざらす〜」を下北沢SHELTERで開催することを発表した[40][41]。同ワンマンライブでは、新曲3曲入りシングルCD発売[42]、記念グラス販売などが予定されている[43]。また、ワンマンライブ当日はゆいざらすの生誕祭では恒例となっているラジオ体操がライブ前に実施される[44]ことや、プレミアムチケット購入者にはライブ終了後の打ち上げオフ会へ招待される[45]などの情報が順次公開されている。
- 11月24日、自身のインスタグラムで証明写真とともに「#留年決定」と記して通っている大学の留年が決まったことを公式に報告。

2025年
- 1月1日、新曲「愛してやるからこっちにこい！」（作詞・作曲つるうちはな、編曲・プログラミング・REC・MIX湯浅篤）のMVがゆいざらす公式YouTubeで公開される[46]。MVのデザインや写真はusabeniが手掛けた。また同日、1月5日にリリースされるシングルCD「愛してやるからこっちにこい！」のトレーラーも公開され、収録曲は表題曲「愛してやるからこっちにこい！」のほか、「キラキラスター」「コロコロ」の3曲であることが明らかにされた[47]。なお、このトレーラーでは新曲「キラキラスター」の楽曲の一部も公開されている。
- 1月5日、「ゆいざらす濃厚ワンマンライブ 〜絶品ゆいざらす〜」を下北沢SHELTERで開催[48]。新曲「愛してやるからこっちにこい！」ライブ初披露（振付はusabeni）。途中、ゲストのつるうちはなのピアノ演奏で「愛してやるからこっちにこい！」「かいじるし」と、つるうちが作詞・作曲した鳥 very birdの「ピーマンきらい」の3曲を披露した[49]。この日からCD「愛してやるからこっちにこい！」（表題曲の他、「コロコロ」「キラキラスター」の3曲入りシングル）発売開始[50]。なお「キラキラスター」はこの日のセットリストには入っておらずライブでは未発表である。また「日本の夏、ゆいざらすの夏」はこの日からアレンジが変更されている。
- 4月24日、新曲「かわいげ留年確定☆」のリリックビデオが公開された[51]。ビデオの制作・編集はゆいざらす自身が手掛けた。また急遽ピンチヒッター出演が前日夜に決まった4月26日のライブで初披露したが、その時点ではまだオケは完成しておらず、振りも前日に自身で付けての初披露となった。
- 8月9日、新曲「爆上げキュート！」のMVが公開された[52][53]。MVの監督･制作･編集は平田 K（3-OKUNEN FILM）がおこなった。作詞・作曲を手掛けたTЯicKYは自身初の楽曲提供である[54]。
- 8月13日、頭痛と高熱のため当日のライブを欠席し[55]、その原因が熱中症であることが報告された[56]。ところが翌14日になっても腹痛が激しいため検査したところ肝機能障害であることが判明し緊急入院[57]。自身はそれでも14日のライブは出演するつもりでいた[58][59]が医師より「激しい運動をしたらほぼ100％昏睡」と言われ出演キャンセルとなった[60][61]。

## 人物・エピソード
ゆるめるモ!時代のイメージカラーは黄色で、ソロになってからも黄色の衣装で活動。なお鳥 very birdにおいてはユニットとしてのイメージカラーが黄色のため、ゆいざらすのイメージカラーは「新婚ピンク」にしている（ちなみにおきんとんは染脳ミーム時代と同じ「パリピッピパープル」）。キャッチフレーズは、やまもとゆい時代は「昔は小学生、10年前に会いたかった、様子のおかしい躁病系アイドル」、現在は「あなたの本現場、ゆいざらす！」。ファンの総称はざらっ子。
ゆるめるモ!を卒業した理由は「かねてからの夢であった保育士を目指すために学校が忙しくなり、レッスンやライブに参加できる日が減ってしまい、今後実習などがこれまで以上に忙しくなり、メンバーに迷惑をかけてしまうことが想像できたため」。ソロとして復活後の初ライブではMCで「保育士にはなれなかったけど、君たちヲタクを死ぬまで面倒みてあげるからよろしくお願いします」と発言している。
2019年6月1日、0時を過ぎて無所属になったので新しい事務所を探している旨のツイートを見た里咲りさからすぐに連絡があり、里咲が社長を務めるHAWHA MUSIC RECORDSへの所属を即決、同日0時35分には所属先が決まったとツイートしている。
特技はフルート。好きなものはファンとSyrup 16gと百合漫画、ラーメン、可愛くて気のきくコメント、ケチャップ。嫌いなものはマヨネーズ。好きな鳥はからあげ。

## 作品

### オリジナル曲
| #  | タイトル                     | 作詞                  | 作曲           | 編曲                  | 振付       | 備考 |
| -- | ---------------------------- | --------------------- | -------------- | --------------------- | ---------- | --- |
| 1  | よーいすとっぷ               | やまもとゆい          | ハシダカズマ   |                       |            | 2018年5月13日ソロ初ライブで披露。 「よーいすとっぷ」「#不良再建」「予習！復習！てすとにでます！」収録。 harvest所属時代唯一のMVを作成したが、権利消滅のため現在公式に見ることはできない。                                                                              |
| 2  | 途中下車スーサイド           | 猫撫有無              | 石川概念       | 石川概念              |            | 2018年5月13日ソロ初ライブで披露。 2020年7月21日ライブ映像公開。映像は2020年5月16日無観客配信ライブのもの。 「よーいすとっぷ」「#不良再建」収録。 |
| 3  | 宵夢バタフライ               | もりのこかげ          | もりのこかげ   |                       |            | 2018年5月13日ソロ初ライブで披露。 「#不良再建」収録。 |
| 4  | かいじるし                   | やまもとゆい          | 後藤祐樹       |                       |            | 2018年5月13日ソロ初ライブで披露。 「ひらがな」「#不良再建」「予習！復習！てすとにでます！」「月面サンパウロ化計画＜あか版＞」収録。 |
| 5  | がいねん                     | やまもとゆい          | 石川概念       |                       |            | 「ひらがな」「#不良再建」「予習！復習！てすとにでます！」「ごめんなさい。恐竜は、ゆいざらすが絶滅させました。＜きいろ版＞」収録。 |
| 6  | きのこ                       | やまもとゆい          | ふみちゃん     |                       |            | 「ひらがな」「#不良再建」収録。 |
| 7  | ぼくのこえきみのうた         | やまもとゆい          |                |                       |            | 2018年11月24日「TOKYO喫茶フェスティバル」で初披露。 2022年10月2日ライブ映像公開。映像は2022年10月1日のもの。 「#不良再建」「予習！復習！てすとにでます！」収録。 |
| 8  | むげんだい∞日曜曲            | やまもとゆい          | 目頭熱男       |                       |            | 「#不良再建」「予習！復習！てすとにでます！」「ごめんなさい。恐竜は、ゆいざらすが絶滅させました。＜きいろ版＞」収録。 2019年12月14日”おどってみた”動画公開。 |
| 9  | らりるれほんげんば           | やまもとゆい          | 目頭熱男       |                       |            | 2020年4月1日ライブ映像公開。映像は2019年12月18日ゆいざらすワンマンライブ「Toy Box」のもの。「#不良再建」「予習！復習！てすとにでます！」「ごめんなさい。恐竜は、ゆいざらすが絶滅させました。＜きいろ版＞」収録。                                                       |
| 10 | ずんどこ後退曲               | ゆいざらす            | ハシダカズマ   |                       |            | 「予習！復習！てすとにでます！」「ごめんなさい。恐竜は、ゆいざらすが絶滅させました。＜きいろ版＞」収録。 |
| 11 | そんなそんぐ                 | ゆいざらす            | 松坂康司       | 松坂康司              | 槙田紗子   | 「ごめんなさい。恐竜は、ゆいざらすが絶滅させました。＜きいろ版＞」収録。 |
| 12 | もーぜにたのもーぜ           | ゆいざらす            | 久徳亮         |                       | 槙田紗子   | 「月面サンパウロ化計画＜あか版＞」収録。 |
| 13 | ぶら汁神                     | ゆいざらす            | 神様クラブ     |                       | 槙田紗子   | 「月面サンパウロ化計画＜あか版＞」収録。 |
| 14 | 宇宙とファンシー             | ゆいざらす 長田左右吉 | 久徳亮         |                       |            | 「月面サンパウロ化計画＜あか版＞」収録。 |
| 15 | えれくとりかる ぴょんぴょこ  | ゆいざらす            | ドクター赤松   |                       |            | 「月面サンパウロ化計画＜あか版＞」収録。 |
| 16 | やせないで おたく            | ゆいざらす            |                |                       |            | 2019年12月18日ワンマン記念ソングとして披露。その後一度も披露していない。 当日会場限定でCD-R販売。 |
| 17 | たかいたかい                 | 里咲りさ              | 里咲りさ       | CHEEBOW               |            | 2020年2月25日主催ライブで初披露。当日よりCD-R発売。 |
| 18 | 卒業ぐらじゅえーしょん       | 里咲りさ              | 里咲りさ       |                       |            | 2020年3月19日主催ライブで初披露。当日よりCD-R発売。 |
| 19 | ほくいもパラダイちゅ         | ゆいざらす            | つぶされぼっず | つぶされぼっず        | Nachu      | 2021年4月25日復帰イベントで初披露。当日よりCD-R発売。 2022年9月30日MV公開。 シングルCD「ほくいもパラダイちゅ／カニチャーハン」収録。 |
| 20 | かんπさんしゃいん            | ゆいざらす            | つぶされぼっず |                       | Nachu      | 2021年11月3日ゆいざらす生誕祭で初披露。読みは「かんぱいさんしゃいん」。 シングルCD「ほくいもパラダイちゅ／カニチャーハン」収録。 |
| 21 | カニチャーハン               | 志賀ラミー            | 志賀ラミー     | 志賀ラミー            | Nachu      | 2022年8月4日、下北沢カレーフェス × ゆいざらす企画ライブ「宇宙とスパイシー」で初披露。ミックスは大畑"gumi"修平。 2022年12月22日MV公開。 シングルCD「ほくいもパラダイちゅ／カニチャーハン」収録。                                                                        |
| 22 | お天気注意報                 | 小日向由衣            | 石川概念       |                       | usabeni    | 2023年5月6日「Beat Happening！3つ巴!!!×予測不能の2ターン!!」にて初披露。 2024年4月22日よりサブスク配信。同日のライブからCD-R発売。 |
| 23 | 布団の前世の女の子           | ドクガエル(*)         | ソムチャイ     | ソムチャイ ・東京恋慕 | 千歳さき   | 2023年5月14日、みさき生誕祭 「To You!〜the next stage vo.0〜」で初披露。 2023年8月30日よりサブスク配信。２＆千歳さきは同曲で初めて他の演者への振り付けを担当した。 2023年9月9日よりライブ会場にて3曲入りCD-R発売。 (*)ドクガエルは2024年12月20日よりドクメリアに改名。 |
| 24 | 人類万歳                     | SAWA                  | SAWA           | SAWA                  |            | 2023年6月23日、「Beat Happening！クアトロで大いに遊びましょうか！」で初披露。 2023年8月30日よりサブスク配信。 2023年9月9日よりライブ会場にて3曲入りCD-R発売。 |
| 25 | 日本の夏 ゆいざらすの夏      | 志賀ラミー            | 志賀ラミー     | 志賀ラミー            |            | 2023年8月30日よりサブスク配信。 2023年9月9日よりライブ会場にて3曲入りCD-R発売。 2023年10月14日「Beat Happening！坂道コロコロ真昼のPOP MUSIC！」で初披露。 |
| 26 | おたんじょうびのうた         | ゆいざらす            | タカユキカトー | タカユキカトー        |            | 2023年10月29日ゆいざらす生誕祭で初披露。 音源未発売。 |
| 27 | コロコロ                     | ゆいざらす            | 久徳亮         |                       |            | 2024年10月25日ゆいざらす生誕祭で初披露。 シングルCD「愛してやるからこっちにこい！」収録。 |
| 28 | 愛してやるからこっちにこい！ | つるうちはな          | つるうちはな   | 湯浅篤                | usabeni    | 2025年1月1日0時にMV公開。 2025年1月5日のゆいざらす生誕祭で初披露。 シングルCD「愛してやるからこっちにこい！」収録。 |
| 29 | キラキラスター               | 近藤花                | 近藤花         |                       |            | シングルCD「愛してやるからこっちにこい！」収録。 ライブ未披露。 |
| 30 | かわいげ留年確定☆            | 中道ひびき            | 中道ひびき     | 中道ひびき            | ゆいざらす | 2025年4月24日MV（リリックビデオ）公開。MVの制作・編集はゆいざらす自身で手掛けた。 2025年4月26日、「わくわくファミレスvol.7-新年度-」で初披露（この時点ではオケ未完成）。 録音・ボーカルミックス・マスタリングはタカユキカトー（色々な十字架）。                        |
| 31 | 爆上げキュート！             | TЯicKY                | TЯicKY         | まじかる☆ひもり       |            | 2025年8月8日MV公開。MV監督･制作･編集は平田 K（3-OKUNEN FILM）。 |

### 提供曲
- あまりりす「どんとすとっぷ☆無双モード」作詞（2020年）。

## ライブ・イベント

### ワンマンライブ
- 2019年5月12日、やまもとゆい1周年記念ワンマンライブ「ひらがな6もじ やまもとゆい」を新宿MARZで開催。この日が2018年5月13日のソロ初ライブから数えて通算100回目のライブ。
- 2019年8月9日、HAWHA MUSIC RECORDS所属後初ワンマン「とても ゆいざらす！！！〜はわざらす 初ミニワンマン〜」を渋谷ロフトヘブンで開催。
- 2019年12月18日、ワンマンライブ「Toy Box」を渋谷WWWで開催。
- 2020年5月16日、5月主催ライブの代替として、無観客ワンマン有料配信ライブを西永福JAMで開催。
- 2020年6月6日、ゆいざらすHAWHA移籍1周年記念ミニワンマン「本現場はこちらです」を渋谷La.mamaから有料配信ライブとして開催。
- 2023年4月22日、ゆいざらす独立記念ミニライブ「#フリーざらす」を下北沢mona recordsで開催。
- 2025年1月5日、「ゆいざらす濃厚ワンマンライブ 〜絶品ゆいざらす〜」を下北沢SHELTERで開催。ピアノ演奏としてつるうちはながゲスト出演。

### 主催ライブ、自主企画

#### harvest時代
＜2018年＞
- 5月23日、「ばななはおやつにはいりますか？Vol.1」@渋谷DESEO mini。出演は、センチメンタルウインク、NaNoMoRaL、星名ふみみ、みのりほのか。
- 7月15日、「ばななはおやつにはいりますか？Vol.2〜無銭SP〜」@渋谷CLUB KINOTO。出演は、みのりほのか、miharu、るなっち☆ほし、夜明あおい、星名ふみみ、ユキノユーリ 。
- 10月29日、初の生誕祭「ゆいざらす14さい生誕だよ！しゅうごう！」@渋谷DESEO。出演は、あいちゃん8さい、いっぴきらびちゃん、cana÷biss、東京rhapsody、みのりほのか、会心ノ一撃、NaNoMoRaL。

＜2019年＞
- 1月17日、「ばななはおやつにはいります！〜少しだけお友達ができました。もうハブざらすなんて呼ばせない〜」@渋谷DESEO。出演は、イヴにゃんローラーコースター、るなてん！、めろん畑a go go、ゑりかとまりん、松林てろる、武井麻里子、みのりほのか、SUMMER ROCKET、ヨネコ。「ゆいちゃん7さい」がO.Aとして出演。
- 5月1日、「あいどるまみれ」@渋谷DESEO。出演は、 みてぃふぉ(オープニングDJ)、井出ちよの(3776)、ヨネコ、シバノソウ、KOTO、ピコピコ☆レボリューション。

#### HAWHA MUSIC RECORDS(現フローエンタテイメント)時代
＜2019年＞
- 6月8日、「HAWHA MUSIC RECORDS ゆいざらす はじめました。緊急会見〜♪35分のフリー期間をおえて〜」@dues新宿。移籍後初のトークイベント。出演は、里咲りさHAWHA MUSIC RECORDS社長。
- 6月29日、「ゆいざらすは思いました。そのいち〜アイドルはきいろがたすかる〜」@神楽音。出演はピューパ!!、乙女座長☆銀河団、ReLIeF、るなっち☆ほし、最高じぇねれーしょん。
- 7月7日、2マンライブ「ゆいざらすといっしょ。〜れじぇざらす編〜」@下北沢モナレコード。出演は小日向由衣。
- 7月28日、2マンライブ「ゆいざらすといっしょ。〜よねざらす編〜」@dues新宿。出演はヨネコ。
- 8月12日、2マンライブ「ゆいざらすといっしょ。〜ほしざらす編〜」@dues新宿。出演はるなっち️☆ほし。
- 8月17日、トークイベント「ゆきゅざらす会談」@ROCK CAFE LOFT。出演はゆっきゅん（電影と少年CQ）、里咲りさ。
- 8月28日、トークイベント「ゆいざらすワンマンおつかれさま会」@NAKED LOFT。出演はDJごいちー、涼川菜月（TAKENOKO▲）。
- 9月8日、「ざらすvs里咲 ハワミュージックレコーズの死闘」@dues新宿。出演は里咲りさ。
- 9月19日、2マンライブ「ゆいざらすといっしょ。〜ざらもらる編〜」@下北沢モナレコード 。出演はNaNoMoRaL。
- 10月12日、「ゆいざらすワンマン5ラウンド企画」@新宿dues。①ゆいざらすvsどえ○おたく、②みんなどっち派、③ゆいざらすvs女限、④ゆいざらすvs初見(自己申告あり)、⑤やっぱりゆいざらすが本現場、の5公演を予定するも台風により中止。
- 10月26日、「台風のせいで寄せ集めたった2ラウンド企画」@新宿dues。台風で中止となった10月12日の5ラウンド企画の代替として開催。①「初見＆女性」、②「めがね＆おじさん＆けがすくない＆ゆいざらすがすき＆ゆいざらすがワンマン頑張ってほしいと思ってる人」。
- 11月2日、ゆいざらす生誕祭「ゆいざらす一体何祭」@新宿MARZ。出演は空野青空、グーグールル、NaNoMoRaL、一花寿。
- 11月20日、トークイベント「なちざらす saitama戦闘」@下北沢モナレコード。出演は涼川菜月。
- 12月14日、「もこもこゆいざらす ゆけむりMAX」@錦糸町「黄金湯」。出演は里咲りさ、ゆいざらす。会場は銭湯内のお湯が張られた男湯。
- 12月30日、「ワンマンありがとう！ゆいざらすの忘年会！」@下北沢モナレコード 。ライブ付きのまったり飲みイベント。

＜2020年＞
- 2月25日、「#まいつきげんき Vol.1～ゆいざらすしゅさい2がつ～」@新宿MARZ。出演は、ごいちー、KOTO、白羽、オモテカホ。
- 3月2日、「ちびっこLIVE～ミニの日(全員150cm以下)～」@新宿レッドノーズ。出演は、イヴにゃんローラーコースター、オモテカホ、2&、佐々木まゆ、鈴田ねこ、mikicco。
- 3月19日、「#まいつきげんき Vol.2～ゆいざらすしゅさい3がつ～」＠新宿MARZ。出演は、Origamillio(n)、Peach Sugar Story、エレクトリックリボン、一瞬しかない。
- 4月26日、4月主催ライブの代替として、YouTube Liveで「うたうぜ生配信！」を無料配信し、5曲を披露。その後ZOOMによる特典会も実施。
- 7月15日、「ロマざらす Vol.1」を有料配信（ツイキャスプレミア配信）。出演はロマン優光。ゆいざらすミニライブ付きのトークイベント。
- 8月14日、「ロマざらす Vol.2」を有料配信（ツイキャスプレミア配信）。出演はロマン優光。お互いの自宅から配信のため、トークのみでゆいざらすミニライブはなし。
- 8月29日、「すたじおざらす act01」をゆいざらすツイキャスアカウントで無料配信。音楽スタジオから60分間のライブ。

＜2021年＞
- 4月25日、トーク＆ライブ「あ、元気？とりあえず生で」@下北沢シェルター。復帰後初イベントはゆいざらすワンマンでのトークとライブ。新曲「ほくいもパラダイちゅ」を含む8曲を披露。
- 7月30日、ゲームイベント「ゆいざらすのぷよぷよ百人組手」@新宿ロックカフェロフト。
- 11月3日、ゆいざらす生誕祭「ゆいざらす生誕ライブ2021～ゆいざらす上限十四祭～」@下北沢MOSAiC。出演は、ゆいちゃん14才(O.A)、エレクトリックリボン、New ruru、NaNoMoRaL。新曲「かんπサンシャイン」を初披露。

＜2022年＞
- 4月12日、「#まいつきげんき Vol.3」＠新宿MARZ。出演は、八月ちゃん、小日向由衣、あんちろちー。
- 5月9日、「#まいつきげんき Vol.4」＠新宿MARZ。出演は、ラストクエスチョン、IQ99、ばっぷる。
- 6月3日、「#まいつきげんき vol.5」@新宿MARZ。出演は、会心ノ一撃、IDOLATER、GALS。
- 8月4日、下北沢カレーフェス × ゆいざらす企画ライブ「宇宙とスパイシー」@下北沢ろくでもない夜。出演は、SPECIAL CHEESE MENU、完全にOK、工藤ちゃん。新曲「カニチャーハン」初披露[77]。当日はゆいざらすが埼玉のおばあちゃん直伝のカレーを作って販売。新曲にちなんでカニカマやカニさんウインナーがカレーの具材として入る。
- 8月22日、「#まいつきげんき vol.6」@新宿MARZ。出演は、Layn、GTRA、IZANAGI。
- 9月24日、ゆいざらすMV「ほくいもパラダイちゅ」公開直前記念トークライブ！@高円寺パンディット。出演はあかのみやびに。
- 10月15日、ゆいざらすpressents「おたっしゃらいぶ〜完全に秋じゃないか〜」 @新宿MARZ。出演は里咲りさ、絵恋ちゃん、松山あおい。
- 11月13日、「ゆいざらす生誕～お前も14さいにしてやろうか？～」@ 目黒鹿鳴館。出演は、アポカリナノ！、グデイ、SUMMER ROCKET、絶対忘れるな、ネムレス、RONLON。
- 11月19日、トークイベント「ゆいざらすひみつかいぎ～#1せいたんのふりかえりとりりーすかいぎへん～」@南阿佐ヶ谷TALKING BOX。

#### フリー時代
＜2023年＞
- 10月29日、ゆいざらすお誕生日イベント「ゆいざらす生誕 ここだけ全員14歳」@下北沢MOSAiC。出演は、アポカリナノ！、2&、ユキノユーリ、NaNoMoRaL。また、鳥 very birdの相方だったおきんとんがDJとして出演。新曲「おたんじょうびのうた」初披露。

＜2024年＞
- 5月6日、ゆいざらす、2&共同主催「こども会〜身長150cm以下の集い〜」@下北沢ろくでもない夜。出演は、イヴにゃんローラーコースター、mikicco、yumenouragawa、ごいちー、2&。
- 10月14日、「ゆいざらすin大阪」@ 大阪・Loft PlusOne West。出演は宝船温泉/琴江(ex.りりかる＊ことぱぉ)。
- 10月25日、「ゆいざらす生誕2024 #ここだけ全員誕生日」@渋谷Star lounge。出演は、平野友里(ゆり丸)、会心ノ一撃、ルアン、NaNoMoRaL、絵恋ちゃん。フードとしてルカタマカレー出店。
- 12月28日、2&、ゆいざらす共同主催「はっぴーいやー2024年締め」@POOL桜台。出演は、オクヤマウイ、sommeil sommeil、2&、さくまる。。

＜2025年＞
- 10月1日、ゆいざらす主催トークイベント。
- 11月2日、ゆいざらす生誕祭 @新宿MARZ。

### 海外公演

#### 韓国公演
- 2019年4月27日、「イタフェスvol.5」@韓国・ソウル「GEEK LIVE HOUSE」。

#### 台湾公演
- 2019年9月28～29日、「3D LIVE Revolution」@台湾・台北「杰克音樂」。両日とも昼夜2公演（計4公演）。日本からはクマリデパート、葉月あすか(28日のみ)も出演。

## 出演

### テレビ
- カニつめくん - 第17回放送（2018年7月27日放送、テレビ東京）
- MUSIC B.B - 「お父さんでもわかるアイドル講座」コーナー出演（2020年1月20日の週放送、東京MX他全国28局）
- ノンフェイクション～ドキュメンタリーの嘘、見破れますか？～[20] - 第1回「美少女ゲーム声優の世界に生きて」（監督：岩淵弘樹）出演。MCはハライチ・岩井勇気、高橋ユウ（2022年1月11日24:00放送、テレビ大阪）

### ラジオ
- 渋谷のサンデー神二の愉快な仲間たち - 16時台ゲスト出演。パーソナリティおじさん、MCパートナーヨネコ（2019年3月3日放送、渋谷のラジオ）
- キックス - 「ワイルド鑑定団」コーナー出演。パーソナリティは髭男爵・山田ルイ53世、小松千絵（2019年11月21日放送、山梨放送）
- 「HiGH-KEY ELAST!C G!RLS powered by FAIR NEXT INNOVATION」ゲスト出演。パーソナリティはオモテカホ（2025年4月12日・19日放送、エフエム石川）

### YouTube番組
- 東海オンエアYouTubeチャンネル - 「【同級生】さまざまなジャンルの1993年生まれ達を見つけて救い出したいんだ！！！！」[19]（2021年10月2日公開）。
- 「月曜から飲むんかい」(シーズン3) - 「みんなで食べよう昆虫食！？伝説の名店中華・上海小吃でゲンゴロウに挑む！！」ゲスト出演（2023年７月3日月曜日公開）[78]。
- じゆりぴYouTubeチャンネル - 「ゆいざらす×じゆりぴトーク【アイデンぴぴ】」（2024年10月25日公開）[79]。

### ネット放送・配信
- お悩み聞きまSHOW!!  - 第5回放送（2018年5月30日放送、WALLOP）。パーソナリティは手相詩人 心之介、ヘドロットン、大矢真那。

### 書籍・雑誌
- GATE 5月号 - 表紙・インタビュー掲載
- IDOL☆POPUNITED Vol.003 - 表紙・インタビュー掲載
- IDOL FILE Vol.10-TOKYO2-（2018年6月15日発売） - 写真・インタビュー・プロフィール掲載
- IDOL FILE Vol.15-TOKYO-（2019年5月31日発売） - 東京特集掲載アイドル
- BUBKA 2020年2月号 - 「南波一海のライブアイドル a go! go!」インタビュー掲載
- 実話ナックルズ2020年4月号 - 「姫乃たまのアイドル病」インタビュー掲載